# 塔弗尼爾 (佛羅里達州)
塔弗尼爾（英語：Tavernier）是位於美國佛羅里達州門羅縣的一個人口普查指定地區。

## 地理
塔弗尼爾的座標為25°00′55″N 81°30′49″W / 25.01528°N 81.51361°W，而該地最高點為海拔高度2米（即7英尺）。

## 人口
根據2010年美國人口普查的數據，塔弗尼爾的面積為7.00平方千米，當中陸地面積為6.80平方千米，而水域面積為0.20平方千米。當地共有人口2173人，而人口密度為每平方千米310人。